# Prix Clio d'histoire du Canada
Pour les articles homonymes, voir Prix Clio.
Le Prix Clio d'histoire du Canada est un prix décerné annuellement par la Société historique du Canada (en). Ces prix visent à récompenser les meilleurs livres en histoire régionale, aux individus ou aux sociétés historiques qui ont apporté une contribution majeure à l'histoire locale et régionale.